# Rouffignac-Saint-Cernin-de-Reilhac
 Rouffignac-Saint-Cernin-de-Reilhac  (en occitano Rofinhac e Sent Sarnin de Relhac) es una población y comuna francesa, situada en la región de Aquitania, departamento de Dordoña, en el distrito de Sarlat-la-Canéda y cantón de Montignac.

## Demografía
| 2 265                     | 1 911 | 1 955 | 1 965 | 2 502 | 2 428 | 2 600 | 2 549 | 2 561 | 2 640 | 2 636 | 2 305 | 2 344 | 2 306 | 2 533 | 2 515 | 2 220 | 2 006 | 2 013 | 2 094 | 1 769 | 1 825 | 1 619 | 1 619 | 1 526 | 1 544 | 1 608 | 1 439 | 1 474 | 1 429 | 1 465 | 1 484 | 1 547 |
| (Fuente: INSEE y Cassini) |       |       |       |       |       |       |       |       |       |       |       |       |       |       |       |       |       |       |       |       |       |       |       |       |       |       |       |       |       |       |       |       |

## Historia
La ciudad fue arrasada por los alemanes en marzo de 1944, quedando como únicos edificios la iglesia y la casa aneja. La destrucción fue causada debido a que dos oficiales alemanes fueron capturados por la Resistencia Francesa durante la Segunda Guerra Mundial. Los cautivos no fueron lesionados, pero escaparon y regresaron a la ciudad en busca de venganza. No se mató a nadie durante la destrucción pero se aludió a una violación y muchas familias particulares vieron todas sus posesiones saqueadas por el ejército alemán.
Los antiguos municipios de Saint-Cernin-de-Reilhac y Rouffignac se fusionaron en 1973 bajo el nombre de Rouffignac-Saint-Cernin-de-Reilhac.

## Lugares de interés
Su monumento más famoso es el castillo de l'Herm (château de l'Herm), de los siglos XV y XVI, se puede visitar. Construido a finales del siglo XV, el castillo de l'Herm fue abandonado después de numerosos crímenes. Más tarde, Eugène Le Roy ambientará en él su novela Jacquou le Croquant, adaptada a la televisión en el año 1969 y al cine en 2007. Es un lugar revitalizado gracias a los trabajos de protección emprendidos, a las investigaciones históricas y arqueológicas y a los conciertos que animan el lugar en el verano.
En Rouffignac-Saint-Cernin-de-Reilhac está la gruta de Rouffignac, célebre por sus grabados de mamuts y de rinocerontes, con una antigüedad de más de 13 000 años. La caverna, abierta a la visita, se descubre desde un pequeño tren eléctrico que se mete un kilómetro bajo tierra. Es uno de los lugares clasificado como Patrimonio de la Humanidad por la Unesco dentro del lugar «Sitios prehistóricos y grutas decoradas del valle del Vézère».
La ciudad celebra mercado las mañanas de los domingos para vender muchos productos locales.

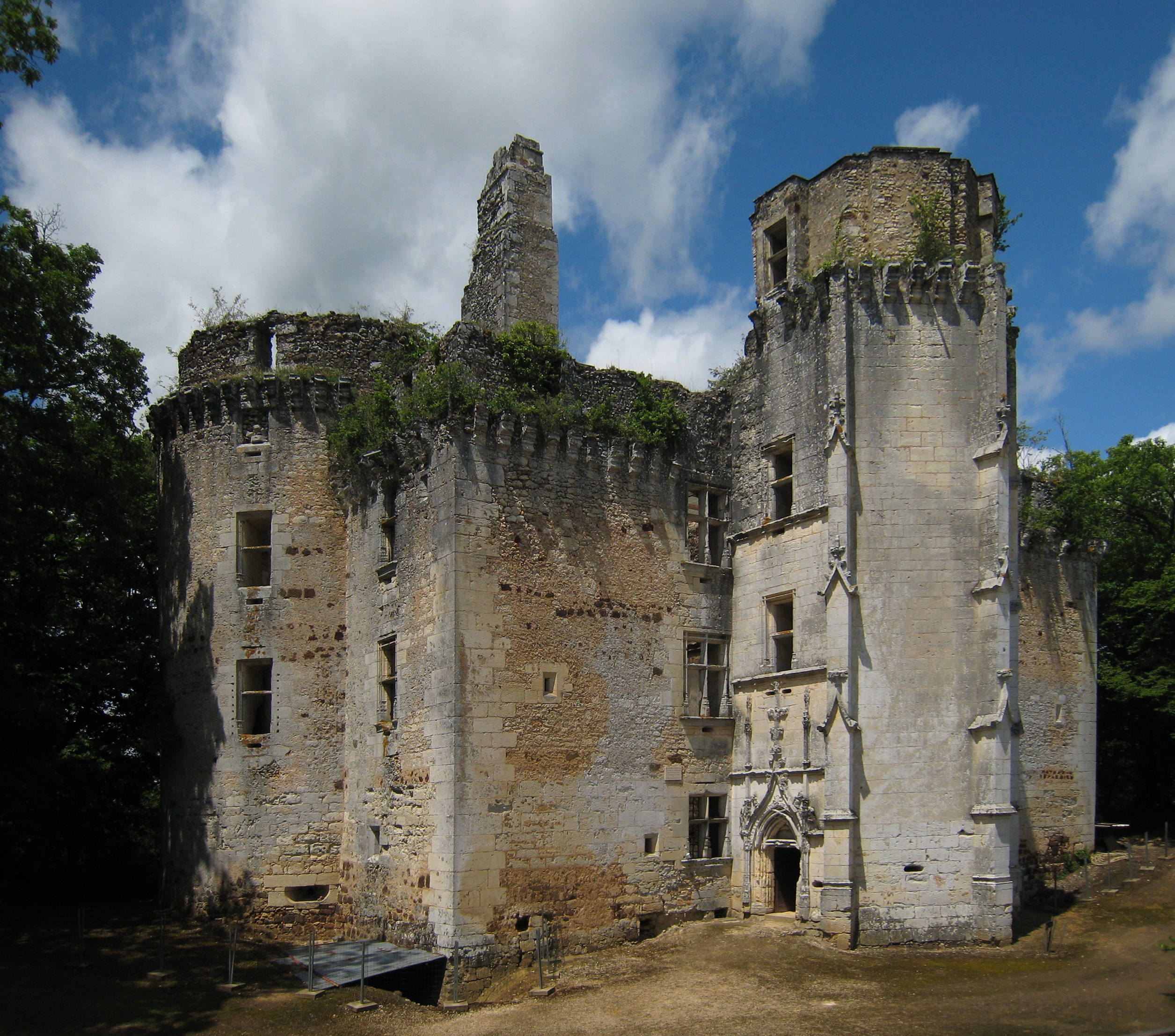
El castillo de l'Herm, en Rouffignac